# Leif G. Orvan
Leif G. Orvan (?, 1892 – ?, 1956) was een Noors componist.
Van deze Noorse componist is niet veel bekend. Merkwaardig daarbij is, dat zijn bekendste twee werken Jegermarsj Infanteriregiment 18 en Variasjoner over et Renessansetema  in vele landen op het programma van de harmonie, fanfare en brassband (HaFaBra)-orkesten staan.

## Media
1. ↑  Jegermarsj Infanteriregiment 18 door Odd R. Antonsen Symphonic Band[dode link]
2. ↑  Variasjoner over et Renessansetema door Oslo Concert Band o.l.v. Jan Eriksen[dode link]

- Virtual International Authority File: 15145971368932330117